# جيلما
جيلما هو لاعب كرة قدم برازيلي في مركز الوسط، ولد في 24 نوفمبر 1975 في Nazaré da Mata ‏ في البرازيل. لعب مع النادي الرياضي المركزي وإستريلا دا أمادورا وسبورت ريسيفي ونادي باسوج دي فيريرا ونادي تشيرنو مور فارنا ونادي سانتا كروز ونادي غاما.

## وصلات خارجية
- جيلما على موقع قاعدة بيانات كرة القدم.إي يو (الإنجليزية)